# Torhelm
Torhelm – szczyt w Alpach Kitzbühelskich, paśmie Alp Wschodnich. Leży w Austrii w Tyrolu. Szczyt ten sąsiaduje z najwyższym szczytem Alp Kitzbühelskich - Kreuzjoch.